# Okahandja
Okahandja – miasto w centralnej Namibii, na północ od Windhuku, w regionie Otjozondjupa. Założone około 1800 roku przez dwie grupy etniczne Hererowie i Nama. Liczy obecnie 28 309 mieszkańców (2013). Przemysł spożywczy.